# Långtjärnen (Ramsele socken, Ångermanland, 705569-151538)
Långtjärnen är en sjö i Sollefteå kommun i Ångermanland och ingår i Ångermanälvens huvudavrinningsområde.